# Coryphaenoides filamentosus
Coryphaenoides filamentosus és una espècie de peix de la família dels macrúrids i de l'ordre dels gadiformes.

## Morfologia
- Els mascles poden assolir 43 cm de llargària total.[4][5]

## Hàbitat
És un peix bentopelàgic i marí d'aigües temperades.

## Distribució geogràfica
Es troba al Japó.